# 玉带芋螺
玉带芋螺（学名：Conus litoglyphus），是新腹足目芋螺科芋螺属的一种。主要分布于印度尼西亚、台湾，常栖息在浅海。